# 1-十六炔
1-十六炔是一种有机化合物，化学式C16H30，可见于北美金縷梅、鱼腥草、羽叶金合欢、辽东栎（Quercus liaotungensis）、牛樟等物种。其可在吸附有氢原子的单晶硅（111）晶面上自发吸附形成一层致密的单分子层。